# Листонос-строитель
Листонос-строитель (лат. Uroderma bilobatum) — вид рукокрылых семейства американских листоносов. Распространены в лесах Центральной и Южной Америки.

## Описание
У этого рукокрылого  коричнево-серая шерсть с белой полосой, идущей по спине. Его морда характеризуется мясистым "пятачком" и  ещё четырьмя белыми полосами. Длина его тела 6-7 см, а вес 13-20 граммов. 

## Рацион питания
В основном плодоядное животное, но может дополнять свой рацион питания насекомыми, цветами, пыльцой и нектаром. 

## Образ жизни
Его общее название происходит от любопытного поведения, заключающегося в сооружении палаток-домиков для укрытия от хищников из больших веерообразных листьев. Они выбирают листья побольше, сворачивают их в трубочку и селятся там. Эти насесты обеспечивают отличную защиту от тропических дождей, а в одном насесте-палатке могут разместиться сразу несколько летучих мышей, от 3 до 16 животных. Эта летучая мышь довольно распространена; следовательно, её статус указан как наименее опасный. Листонос-строитель может изменять чистоту ударов своего сердца, экономя до 10 % ежедневного расхода энергии.